# Sommeromys macrorhinos
Sommeromys macrorhinos es una especie de roedor de la familia Muridae, la única del género Sommeromys.

## Distribución geográfica
Se encuentra sólo en las selvas montanas en el centro de Célebes (Indonesia).

## Estado de conservación
Se encuentra amenazada de extinción por la pérdida de su hábitat natural.